# Nemoraea watanabei
Nemoraea watanabei är en tvåvingeart som beskrevs av Kocha 1969. Nemoraea watanabei ingår i släktet Nemoraea och familjen parasitflugor. Inga underarter finns listade i Catalogue of Life.